# 弗朗切斯科·德尔·奥佩雷肖像
《弗朗切斯科·德尔·奥佩雷肖像》 是意大利文艺复兴艺术家彼得羅·佩魯吉諾的一幅板面油画，绘制于1494年，现藏于佛罗伦萨烏菲茲美术馆。
长期以来，这幅画一直被认为是一幅自画像，在瓦萨利走廊的自画像画廊展出。 1881年，主体被确定为弗朗切斯科·德尔·奥佩雷（卒于1516年），他是一名宝石雕刻师，也是佩鲁吉诺的朋友。
画中的弗朗切斯科·德尔·奥佩雷戴着黑色贝雷帽，身穿黑色斗篷，红色衬衫，手拿的花饰上面写着Timete Devm（“当心上帝”），这是 吉羅拉莫·薩佛納羅拉著名布道的开头。手放在一个看不见的栏杆上，栏杆与画作的下边框重合。